# Garrina michoacana
Garrina michoacana är en mångfotingart som först beskrevs av Chamberlin 1942.  Garrina michoacana ingår i släktet Garrina och familjen storjordkrypare. Inga underarter finns listade i Catalogue of Life.